# Odd Sørli
Odd Sørli (15. juli 1912 i Trondheim – 1976) var en norsk modstandsmand under 2. verdenskrig. Han var medlem af Kompani Linge og blev for sin indsats tildelt Krigskorset, Norges højeste udmærkelse.

## Krigen
Efter det tyske angreb på Norge den 9. april 1940, deltog Sørli i kampen mod invasionsstyrkerne i Trøndelag. Han blev hurtigt en del af modstandsarbejdet. I 1941 rejste han til Storbritannien, hvor han gik ind i de norske styrker for at fortsætte kampen og blev medlem af Norwegian Independent Company No. 1, senere kendt som Kompani Linge. Sørli fik som opgave at organisere modstandsarbejdet i Trøndelag, etablere radiosendere og udbygge Milorgs virksomhed i regionen. 
Modstandsvirksomheden til Sørli og hans medarbejdere blev forsøgt standset af Henry Rinnan og Sonderabteilung Lola. Flere blev arresteret, men Sørli selv undgik arrestation. Medlemmer af Sørlis familie blev arresteret og tortureret og familien blev frataget sit hjem.

## Efter krigen
Efter krigen blev Sørli og broren Kjell efterforskere i retsopgøret i Trondheim og fik i foråret 1945 blandt andet som opgave, at afhøre Henry Rinnan. Sammen med sin bror udarbejdede han et manuskript baseret på Henry Rinnans fortælling om sine aktiviteter under krigen. Manuskriptet blev efter Sørlis død overladt til Norges Hjemmefrontmuseum. I 2007 blev det publiseret i bogen Rinnans testamente (Aschehoug).
Efter krigen var Sørli med i filmen Det grodde fram (1947).

## Udmærkelser
I statsrådet den 26. marts 1943 blev Sørli tildelt Krigskorset med sverd for sin indsats. Det blev vedtaget at påføre diplomet med begrundelsen: For fremragende personlig krigsindsats for Norges sag. Han blev også tildelt Order of the British Empire og den amerikanske frihedsmedalje.
Sørli var norsk mester i roning og orientering. Alpinisten Odd Sørli, søn af Kjell Sørli, er opkaldt efter sin onkel. Han har også en vej i Trondheim opkaldt efter sig, Odd Sørlis vej. 